# Friedrich Wilken

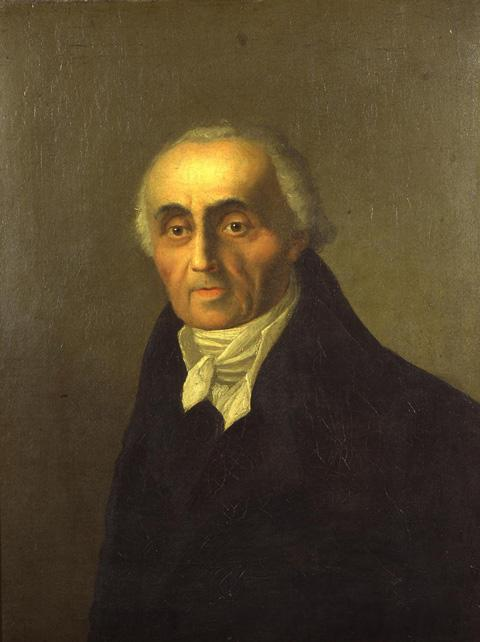
Friedrich Wilken

Friedrich Wilken, född 23 maj 1777 i Ratzeburg, död 24 december 1840 i Berlin, var en tysk historiker och orientalist.
Wilken blev 1805 professor i historia och orientaliska språk vid universitetet i Heidelberg och 1808 tillika chef för biblioteket där. År 1817 utnämndes han till professor och direktor vid Berlins universitet och 1821 till preussisk historiograf. Hans skrifter behandlar  huvudsakligen persiska språket och Orientens historia.